# Bertuin de Malonne
Saint Bertuin ou Berthuin († 698) est un évêque, fondateur de l'abbaye Saint-Berthuin de Malonne en Belgique. Liturgiquement, il est commémoré le 11 novembre, et le 28 localement.

## Hagiographie
Originaire des îles britanniques, il passe au VIIe siècle sur le continent et s'installe avec ses disciples dans une vallée sauvage au cœur de la forêt de la Marlagne. La forêt dans laquelle il s'installe est habitée par des esprits mauvais qu'il chasse. Il fait aussi jaillir une source d'eau potable considérée depuis comme miraculeuse. Il fonde un monastère à Malonne qui subsiste comme tel bien après sa mort que la tradition situe vers 698. 

## Culte
Le pèlerinage annuel est fixé au dimanche de Pentecôte depuis 1898 et la procession promène sa châsse à travers les rues de Malonne. Elle est soutenue par les douze pairs de sa confrérie qui ont fait le vœu de protéger ses reliques contre les hérétiques. Son peigne liturgique reste l'objet d'une forte dévotion particulière, appliqué sur le front ou le crâne des personnes souffrant du cuir chevelu afin d'obtenir une guérison.